# Иванковский район
Ива́нковский райо́н (укр. Іва́нківський райо́н) — упразднённая административная единица на севере Киевской области Украины. Административный центр — пгт Иванков.

## География
Площадь составляет 3616 км² — это наибольший по площади район Украины.
Основные реки — Днепр (Киевское водохранилище), Тетерев, Жерева, Мурава, Припять.
Район граничит на севере с Хойникским и Брагинским районами Гомельской области Беларуси, на юге — с Бородянским, на западе — с Полесским районом Киевской области и Малинским районом Житомирской области, на востоке — с Козелецким районом Черниговской области (по акватории Киевского водохранилища) и Вышгородским районом Киевской области.
Северная часть района находится в Чернобыльской зоне отчуждения. Также в северо-восточной части района расположен Чернобыльский специальный заказник.

## История
Район образован 7 марта 1923 года в Малинском округе Киевской губернии. 10 сентября 1959 года к Иваньковскому району была присоединена часть территории упразднённого Розважевского района. 16 ноября 1988 года в состав района вошла территория упразднённого Чернобыльского района, а также город Припять. 17 июля 2020 года в результате административно-территориальной реформы район вошёл в состав Вышгородского района.

## Демография
Население района составляет 32 129 человек (данные 2008 г.), в том числе 10 424 человека в райцентре. Всего насчитывается 82 населённых пункта.

## Административное устройство
Количество советов:
- поселковых — 1;
- сельских — 26.

Количество населённых пунктов:
- городов районного значения — 1;
- посёлков городского типа — 1;
- сёл — 80.

## Транспорт
На территории района транспортное сообщение представлено только автомобильным транспортом, ЖД нет.
От автостанции «Полесье» г. Киев регулярно осуществляются автобусные рейсы во многие населённые пункты Иванковского района.

## Достопримечательности
- Чернобыльская АЭС.